# Tate Modern
Tate Modern in Londen is het nationale museum van Groot-Brittannië voor internationale moderne kunst en is, samen met Tate Britain, Tate Liverpool en Tate St Ives, deel van de Tate-groep.

## Geschiedenis

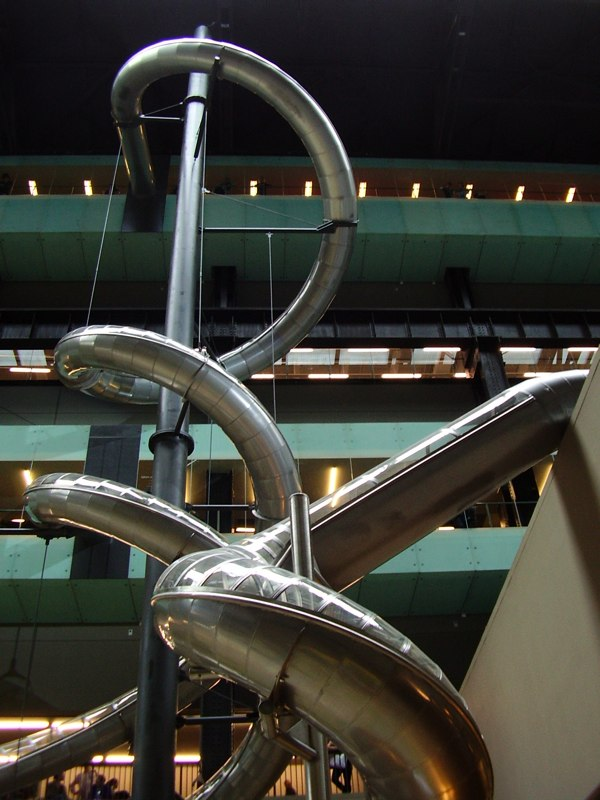
Glijbanen in de hal van het museum

De tentoonstellingen zijn ondergebracht in een voormalige elektriciteitscentrale, het Bankside Power Station, dat werd ontworpen door Giles Gilbert Scott, de architect van het Battersea Power Station, en in twee delen gebouwd tussen 1947 en 1963. De centrale werd gesloten in 1981. Het 99 meter hoge gebouw werd verbouwd door de architecten Herzog & de Meuron. Het zuidelijke gedeelte van het gebouw werd behouden door de Franse energieleverancier Électricité de France als een transformatorstation (in 2006 droeg het bedrijf de helft hiervan over aan het museum).
Sinds de opening op 12 mei 2000 is het museum een populaire bestemming geworden voor veel Londenaren en toeristen, met ongeveer 5 miljoen bezoekers per jaar. De permanente collectie is gratis toegankelijk. De permanente collectie beslaat onder andere futurisme, surrealisme en minimal art.
Op 17 juni 2016 opende de Tate Modern het Switch House, een volledig nieuw gebouw opnieuw ontworpen door Herzog & de Meuron. Het nieuwe gebouw maakt het museum 60% groter en huisvest de collectie hedendaagse kunst. In de ondergrondse tanks werden nieuwe tentoonstellingsruimten ingericht voor performancekunst.
Sinds 2016 is de directeur van Tate Modern Frances Morris. Ze volgde de Belg Chris Dercon op die directeur was van 2010 tot 2016. Daarvoor werd het museum geleid door Vicente Todoli.

## Turbine Hall
In de turbinehal worden jaarlijks kunstenaars uitgenodigd om een tijdelijks kunstproject te realiseren. Deze tentoonstellingen werden van 2000 tot 2012 gesponsord door Unilever en sinds 2014 door Hyundai. Bekende voorbeelden van deze serie tentoonstellingen zijn de expositie Test Site van Carsten Höller, die van oktober 2006 tot en met april 2007 te zien was. Deze bestond uit vijf glijbanen (hiernaast afgebeeld) in de voormalige turbinehal. Van oktober 2010 tot april 2011 vulde Ai Weiwei de Turbine Hall met miljoenen porseleinen zonnebloemzaadjes.